# Abé (langue)
Pour les articles homonymes, voir Abé et Abbey.
L’abé (ou abbé, abbey, abi)  est une langue kwa de la grande famille des langues nigéro-congolaises. Elle est parlée par le peuple Abé dans plus de 104 villages  de Côte d’Ivoire, notamment dans la région d’Agboville.
Elle comporte plusieurs dialectes : tioffo, morie, abbey-ve (ABV), kos (khos), abbey-krobou, abbey-n'damé, etc.
En 2017, le nombre de locuteurs était estimé à 268 000,.

## Villages
L'abbey (abé) est parlé dans ces villages:
| nᵒ | nom de village       | nom natif (API)           |
| -- | -------------------- | ------------------------- |
| 1  | Grand Morié          | morjɛ                     |
| 2  | Grand Motcho         | mɔ̃tʃɔ / mutʃɔ             |
| 3  | Motcho Guiéguié      | mɔ̃tʃɔ-gjɛgjɛ              |
| 4  | Motcho-Kpa           | mɔ̃tʃɔ-kpa                 |
| 5  | Lahouguié            | lao-gjɛ                   |
| 6  | Lapo                 | lopɔ                      |
| 7  | Araguié              | m̥bɔrjɛ / m̥bɛrjɛ           |
| 8  | Sédié                | sɛgjɛ                     |
| 9  | Boudié               | bogjɛ                     |
| 10 | Yadio                | jagjɔ                     |
| 12 | Mbaltra              | m̥batra                    |
| 13 | Loviguié I et II     | lɔvi-gjɛ                  |
| 14 | Ouayé                | waje                      |
| 15 | Béssé                | gbese                     |
| 16 | Anno                 | anɔ̃                       |
| 17 | Ofumpo               | ofa-mpo                   |
| 18 | Azaguié Ahoua        | azagjɛ-awa                |
| 19 | Azaguié gare         |                           |
| 20 | Guessiguié I et II   | ɣeʃi-gjɛ                  |
| 21 | Azaguié Mbouroumé    | aza-gjɛ m̥brumɛ            |
| 22 | Odoguié              | odo-gjɛ / edo-gjɛ         |
| 23 | Elévi                | elevi                     |
| 24 | Allahin              | allaɛ̃                     |
| 25 | Otohou               | otowu                     |
| 26 | Kassiguié            | ɣaʃi-gjɛ                  |
| 27 | Otopé                | otopɛ                     |
| 28 | Dengbé               | dɛ̃ŋgbɛ                    |
| 29 | Mbourou              | m̥bru                      |
| 30 | Agboville            |                           |
| 31 | Rubino               | gbɔgbɔbɔ, atɛ-gjɛ         |
| 32 | Céchi                | ʃjeʃi                     |
| 33 | Bandié I et II       | gbã-gjɛ                   |
| 34 | Grand Yapo           | javo-o                    |
| 35 | Eri Makoudié I et II | rimɔ-oku-gjɛ / mɔrɔku-gjɛ |
| 36 | Yapo-gare            |                           |
| 37 | Yapo-kpa             | javo-kpa                  |
| 38 | Adahou               | adawu                     |
| 39 | Ouéguiê              | ewe-gjɛ                   |
| 40 | Ouanguié             | waŋ-gjɛ                   |
| 41 | Oforiguié            | ofori-gjɛ                 |
| 42 | Ango                 | ãŋgo                      |
| 43 | Balekrou             | gbale-o                   |
| 44 | Offa                 | ofa                       |
| 45 | Gouabo               | bwabo / gwabo             |
| 46 | Amangbo              | amagbɔ                    |
| 47 | Anenguié             | anãŋ-gjɛ                  |
| 46 | Sandiagnon           | sõndi-aɲɔ̃                 |
| 49 | Trainou              | trɛnu                     |
| 50 | Ake-Béfiat           | akɛ-beʃja                 |
| 51 | Esegnon              | ɛseɲɔ̃                     |
| 52 | Ahoro                | ahoro                     |
| 53 | Azaguié-Blida        | azagjɛ-brida              |
| 54 | Attinguié            | atĩŋgjeji                 |
| 55 | Kotimpo              | koci-mpo                  |
| 56 |                      | sãndrɛ-mpo                |
| 57 |                      | esebɔ-mpo                 |
| 56 | Abé                  | abɛ-ba                    |

## Prononciation
|             | Antérieures | Centrales | Postérieures |
| ----------- | ----------- | --------- | ------------ |
| Fermées     | i           |           | u            |
| Pré-fermées | ɪ           |           | ʊ            |
| Mi-fermées  | e           |           | o            |
| Mi-ouvertes | ɛ           | ə         | ɔ            |
| Ouvertes    |             | a         |              |

|             | Antérieures | Centrales | Postérieures |
| ----------- | ----------- | --------- | ------------ |
| Fermées     | ĩ           |           | ũ            |
| Pré-fermées |             |           |              |
| Mi-fermées  |             |           |              |
| Mi-ouvertes | ɛ̃           |           | ʌ̃ ɔ̃          |
| Ouvertes    |             | ã         |              |

|            | Bilabiales | Bilabiales | Labio- dentales | Labio- dentales | Dentales | Dentales | Palatales | Palatales | Vélaires | Vélaires | Labio- vélaires | Labio- vélaires | Laryngales | Laryngales |
| ---------- | ---------- | ---------- | --------------- | --------------- | -------- | -------- | --------- | --------- | -------- | -------- | --------------- | --------------- | ---------- | ---------- |
| Occlusive  | p          | b          |                 |                 | t        | d        | c         | ɟ         | k        | ɡ        | kp              | ɡb              |            |            |
| Nasales    |            | m          |                 |                 |          | n        |           | ŋ         |          | ɲ        |                 |                 |            |            |
| Fricatives |            |            | f               | v               | s        | z        | ʃ         |           |          | ɣ        |                 |                 | h          |            |
| Latérales  |            |            |                 |                 |          | l        |           |           |          |          |                 |                 |            |            |
| Vibrantes  |            |            |                 |                 |          | r        |           |           |          |          |                 |                 |            |            |
| Spirante   |            |            |                 | w               |          | j        |           |           |          |          |                 |                 |            |            |

## Écriture
L’abé est écrit avec l’alphabet latin. L’Évangile selon Marc, Ŋbɛ seyeye, a été publié en abé par les Sociétés bibliques en Afrique occidentale en 1967. L’Orthographe pratique des langues ivoiriennes peut être utilisé pour l’abé.